# Parma Associazione Calcio 2003-2004
Questa voce raccoglie le informazioni riguardanti il Parma Associazione Calcio nelle competizioni ufficiali della stagione 2003-2004.

## Stagione
L'estate 2003 portò alla cessione di Adrian Mutu al Chelsea.
Durante il girone di andata del campionato i ducali si giovarono delle reti di Adriano, che rientrò all'Inter a gennaio: proprio i nerazzurri furono sconfitti per 1-0 alla 16ª giornata. L'addio del brasiliano spianò la strada all'esplosione di Alberto Gilardino, autore di numerose reti. Il testa a testa con i milanesi conobbe l'epilogo nelle ultime domeniche, con lo scontro diretto vinto dalla squadra di Zaccheroni: marcatore fu proprio Adriano, con un gol su punizione. La successiva vittoria sull'Udinese non bastò per raggiungere il quarto posto: vincendo 3-2 a Empoli, l'Inter si assicurò la qualificazione alla Champions League. Il Parma accedette così alla Coppa UEFA.
Il 24 giugno 2004, la società cessa di esistere: per scongiurare il rischio di fallimento, in seguito al Crac Parmalat, assume la denominazione di Parma Football Club.

## Divise e sponsor[10]
| Casa | Trasferta |

## Rosa
| N. |                      | Ruolo | Calciatore          |
| -- | -------------------- | ----- | ------------------- |
| 1  | Francia (bandiera)   | P     | Sébastien Frey      |
| 2  | Italia (bandiera)    | D     | Sebastiano Girelli  |
| 3  | Italia (bandiera)    | D     | Antonio Benarrivo   |
| 4  | Croazia (bandiera)   | D     | Anthony Šerić       |
| 5  | Italia (bandiera)    | D     | Daniele Bonera      |
| 6  | Italia (bandiera)    | D     | Giuseppe Cardone    |
| 7  | Giappone (bandiera)  | C     | Hidetoshi Nakata    |
| 7  | Romania (bandiera)   | A     | Ianis Zicu          |
| 8  | Italia (bandiera)    | C     | Simone Barone       |
| 9  | Brasile (bandiera)   | A     | Adriano             |
| 10 | Italia (bandiera)    | C     | Domenico Morfeo     |
| 11 | Italia (bandiera)    | A     | Alberto Gilardino   |
| 13 | Argentina (bandiera) | D     | Gabriel Oyola       |
| 14 | Italia (bandiera)    | D     | Marcello Castellini |
| 15 | Italia (bandiera)    | C     | Marco Donadel       |
| 16 | Brasile (bandiera)   | D     | Junior              |
| 17 | Italia (bandiera)    | C     | Emanuele Filippini  |
| 18 | Italia (bandiera)    | A     | Benito Carbone      |
| 19 | Italia (bandiera)    | A     | Gaetano Grieco      |

| N. |                      | Ruolo | Calciatore         |
| -- | -------------------- | ----- | ------------------ |
| 19 | Italia (bandiera)    | D     | Alessandro Potenza |
| 20 | Italia (bandiera)    | C     | Alessandro Rosina  |
| 21 | Italia (bandiera)    | D     | Matteo Ferrari     |
| 22 | Italia (bandiera)    | P     | Giordano Vanin     |
| 23 | Australia (bandiera) | C     | Mark Bresciano     |
| 24 | Italia (bandiera)    | P     | Vincenzo Sicignano |
| 25 | Italia (bandiera)    | A     | Alex Gibbs         |
| 26 | Guinea (bandiera)    | D     | Ibrahima Camara    |
| 27 | Italia (bandiera)    | A     | Tonino Sorrentino  |
| 28 | Italia (bandiera)    | D     | Paolo Cannavaro    |
| 29 | Colombia (bandiera)  | C     | Jorge Bolaño       |
| 30 | Italia (bandiera)    | C     | Manuele Blasi      |
| 31 | Italia (bandiera)    | C     | Paolo Ruffini      |
| 32 | Italia (bandiera)    | C     | Marco Marchionni   |
| 37 | Italia (bandiera)    | A     | Daniele Degano     |
| 38 | Italia (bandiera)    | A     | Fabrizio Cammarata |
|    | Italia (bandiera)    | P     | Marco Amelia       |
|    | Italia (bandiera)    | D     | Mirko Stefani      |
|    | Colombia (bandiera)  | C     | Johnnier Montaño   |

## Risultati

### Serie A

#### Girone di andata
| Arbitro: | Bolognino (Milano) |

|                       |           |                  |
| Guly 8’ Locatelli 78’ | Marcatori | 20’, 87’ Adriano |

| Arbitro: | Saccani (Mantova) |

|                                                |           |  |
| Bresciano 27’ Adriano 50’ (rig.) Gilardino 83’ | Marcatori |  |

| Arbitro: | Bolognino (Milano) |

|                        |           |                               |
| Stam 33’ S.Inzaghi 79’ | Marcatori | 1’, 88’ Bresciano 63’ Adriano |

| Arbitro: | Messina (Bergamo) |

|             |           |             |
| Adriano 79’ | Marcatori | 41’ Lazetić |

| Arbitro: | Cassarà (Palermo) |

|             |           |  |
| Adriano 19’ | Marcatori |  |

| Arbitro: | Collina (Viareggio) |

|                        |           |  |
| Samuel 28’ Cassano 61’ | Marcatori |  |

| Arbitro: | Rodomonti (Roma) |

|                                       |           |  |
| Morfeo 28’ Adriano 86’ Marchionni 88’ | Marcatori |  |

| Arbitro: | Bertini (Arezzo) |

|                            |           |                                         |
| Matuzalém 4’ Di Biagio 38’ | Marcatori | 12’ Morfeo 43’ Marchionni 71’ Gilardino |

| Parma 9 novembre 2003 9ª giornata | Parma               | 0 – 0 referto | Milan | Stadio Ennio Tardini (23.663 spett.)\| Arbitro: \| Collina (Viareggio) \| |
| Arbitro:                          | Collina (Viareggio) |               |       |                                                                           |

| Arbitro: | Bertini (Arezzo) |

|              |           |  |
| Foggia 90+1’ | Marcatori |  |

| Arbitro: | Morganti (Ascoli Piceno) |

|                                                |           |                |
| Morfeo 52’ Marchionni 70’ Gilardino 81’ (rig.) | Marcatori | 74’ Pellissier |

| Arbitro: | Bergonzi (Genova) |

|                      |           |                 |
| Chevantón 73’ (rig.) | Marcatori | 47’, 78’ Morfeo |

| Arbitro: | Paparesta (Bari) |

|                                           |           |  |
| Miccoli 10’, 32’ Del Piero 71’ Nedvěd 72’ | Marcatori |  |

| Arbitro: | Saccani (Mantova) |

|                      |           |                          |
| Gilardino 83’ (rig.) | Marcatori | 27’ Di Michele 90’ Cozza |

| Arbitro: | De Santis (Roma) |

|  |           |                 |
|  | Marcatori | 27’, 64’ Barone |

| Arbitro: | Bertini (Arezzo) |

|                  |           |  |
| E. Filippini 41’ | Marcatori |  |

| Arbitro: | Pellegrino (Barcellona Pozzo di Gotto) |

|                    |           |             |
| Ferrari 23’ (aut.) | Marcatori | 80’ Adriano |

#### Girone di ritorno
| Parma 25 gennaio 2004 18ª giornata | Parma             | 0 – 0 referto | Bologna | Stadio Ennio Tardini (14.251 spett.)\| Arbitro: \| Bergonzi (Genova) \| |
| Arbitro:                           | Bergonzi (Genova) |               |         |                                                                         |

| Arbitro: | Rosetti (Torino) |

|                               |           |                          |
| Hübner 8’ Zé Maria 41’ (rig.) | Marcatori | 35’ Gilardino 38’ Morfeo |

| Arbitro: | Dattilo (Locri) |

|  |           |                            |
|  | Marcatori | 40’, 57’ López 65’ Corradi |

| Arbitro: | Rosetti (Torino) |

|            |           |                               |
| Chiesa 42’ | Marcatori | 58’ Gilardino 90+1’ Bresciano |

| Arbitro: | Farina (Novi Ligure) |

|                  |           |                             |
| Floro Flores 82’ | Marcatori | 59’ Gilardino 74’ Bresciano |

| Arbitro: | Collina (Viareggio) |

|               |           |                                               |
| Gilardino 30’ | Marcatori | 44’ Cassano 52’ Emerson 70’ Totti 77’ Mancini |

| Arbitro: | Pieri (Genova) |

|                         |           |                                    |
| Pivotto 42’ Domizzi 60’ | Marcatori | 45+1’ (rig.) Gilardino 87’ Ferrari |

| Arbitro: | Dondarini (Finale Emilia) |

|                           |           |                            |
| Carbone 4’ Marchionni 60’ | Marcatori | 32’ Di Biagio 74’ R.Baggio |

| Arbitro: | Farina (Novi Ligure) |

|                                |           |               |
| Tomasson 33’, 52’ Ševčenko 65’ | Marcatori | 82’ Gilardino |

| Arbitro: | Rizzoli (Bologna) |

|                                                    |           |  |
| Barone 37’ Gilardino 60’ (rig.), 63’ Bresciano 79’ | Marcatori |  |

| Arbitro: | Farina (Novi Ligure) |

|  |           |                              |
|  | Marcatori | 31’ Marchionni 71’ Gilardino |

| Arbitro: | Pieri (Genova) |

|                               |           |               |
| Carbone 1’ Gilardino 42’, 84’ | Marcatori | 63’ Chevantón |

| Arbitro: | Trefoloni (Siena) |

|                           |           |                         |
| Carbone 35’ Gilardino 81’ | Marcatori | 78’ Di Vaio 90+2’ Tudor |

| Arbitro: | Pellegrino (Barcellona Pozzo di Gotto) |

|             |           |              |
| Torrisi 48’ | Marcatori | 9’ Bresciano |

| Arbitro: | Dondarini (Finale Emilia) |

|                                        |           |            |
| Gilardino 9’ Carbone 15’ Bresciano 30’ | Marcatori | 32’ Bucchi |

| Arbitro: | Rosetti (Torino) |

|             |           |  |
| Adriano 62’ | Marcatori |  |

| Arbitro: | Trefoloni (Siena) |

|                              |           |                                              |
| Gilardino 60’, 72’, 78’, 86’ | Marcatori | 56’ Krøldrup 75’ Jørgensen 90+2’ Jankulovski |

### Coppa Italia

#### Fase finale
| Arbitro: | Tombolini (Ancona) |

|  |           |                       |
|  | Marcatori | 53’ Rosina 71’ Grieco |

| Arbitro: | Gabriele (Frosinone) |

|  |           |              |
|  | Marcatori | 90+1’ Mazzeo |

| Arbitro: | Pellegrino (Barcellona Pozzo di Gotto) |

|                         |           |  |
| Muzzi 36’ Stanković 60’ | Marcatori |  |

| Arbitro: | Morganti (Ascoli Piceno) |

|               |           |               |
| Bresciano 81’ | Marcatori | 71’ Stanković |

### Coppa UEFA
| Arbitro: | Poulsen |

|              |           |             |
| Šyščenko 44’ | Marcatori | 67’ Adriano |

| Arbitro: | Sundell |

|                                   |           |  |
| Gilardino 44’, 46’ Marchionni 73’ | Marcatori |  |

| Arbitro: | Iturralde Gonzales |

|  |           |                                                             |
|  | Marcatori | 60’ (rig.) E. Filippini 65’ Gilardino 84’ Nakata 87’ Rosina |

| Arbitro: | Ivanov |

|                                                     |           |  |
| Carbone 1’, 7’ E. Filippini 43’ Sorrentino 47’, 87’ | Marcatori |  |

| Arbitro: | Stark |

|  |           |           |
|  | Marcatori | 60’ Skoko |

| Arbitro: | Poulat |

|                                                    |           |  |
| Daems 37’ (rig.) Ferrari 81’ (aut.) Tandoğan 90+5’ | Marcatori |  |

## Statistiche

### Statistiche di squadra
| Competizione | Punti | In casa | In casa | In casa | In casa | In casa | In casa | In trasferta | In trasferta | In trasferta | In trasferta | In trasferta | In trasferta | Totale | Totale | Totale | Totale | Totale | Totale | DR  |
| Competizione | Punti | G       | V       | N       | P       | Gf      | Gs      | G            | V            | N            | P            | Gf           | Gs           | G      | V      | N      | P      | Gf     | Gs     | DR  |
| ------------ | ----- | ------- | ------- | ------- | ------- | ------- | ------- | ------------ | ------------ | ------------ | ------------ | ------------ | ------------ | ------ | ------ | ------ | ------ | ------ | ------ | --- |
| Serie A      | 58    | 17      | 9       | 5       | 3       | 32      | 20      | 17           | 7            | 5            | 5            | 25           | 26           | 34     | 16     | 10     | 8      | 57     | 46     | −10 |
| Coppa Italia | -     | 2       | 0       | 1       | 1       | 1       | 2       | 2            | 1            | 0            | 1            | 2            | 2            | 4      | 1      | 1      | 2      | 3      | 4      | -1  |
| Coppa UEFA   | -     | 3       | 2       | 0       | 1       | 8       | 1       | 3            | 1            | 1            | 1            | 5            | 4            | 6      | 3      | 1      | 2      | 13     | 5      | +8  |
| Totale       | -     | 22      | 11      | 6       | 5       | 41      | 23      | 22           | 9            | 6            | 7            | 32           | 32           | 44     | 20     | 12     | 12     | 73     | 55     | +18 |